# Agnat
Pour les articles homonymes, voir Agnat (homonymie).
Dans le droit romain, un agnat (du latin agnatus, de agnasco : ad-nasco « naître à côté de ») est un membre d'une famille descendant par les mâles d'un même pater familias ou d'un enfant adopté par celui-ci. L'épouse du pater familias et les brus, s'il y en a, et si elles sont soumises à la manus du chef de maisonnée, sont aussi comprises dans ce lien d’agnatio. Cette relation agnatique spécifique au droit romain se dissout à la mort du pater familias. Le terme de « cognat » s'appliquait de son côté à tous les consanguins sans distinction de lignes, en insistant parfois sur la lignée maternelle.
En anthropologie contemporaine, les « agnats » sont les individus apparentés par les hommes, et « agnatique », le système de filiation reposant sur la lignée mâle. « Agnatique » est donc un quasi-synonyme de « patrilinéaire ». Dans cette acception, « agnats » s'oppose à « utérins », individus apparentés par les femmes, « cognats » désignant l’ensemble des individus apparentés aussi bien par les hommes que par les femmes.

## En généalogie
Les généalogistes appellent « lignée agnatique », la lignée des hommes, soit la lignée par les mâles d'un individu ; c'est-à-dire la lignée par le père, puis le grand-père, puis l'arrière-grand-père, etc. (dans les ascendants) ou la lignée par le fils, puis le petit-fils, puis l'arrière-petit-fils, etc. (dans les descendants).
On parle par opposition de « lignée cognatique » pour la lignée des femmes, bien que « lignée utérine » soit plus rigoureux.

## Exemple: lignée agnatique de Saint-Louis à Louis XIV
Voir les rois capétiens dans la généalogie des rois de France.
- Louis IX Saint Louis
  - Philippe III le Hardi
  - Robert de Clermont
    - Louis Ier de Bourbon
      - Jacques Ier de Bourbon-La Marche
        - Jean Ier de Bourbon-La Marche
          - Louis Ier de Bourbon-Vendôme
            - Jean VIII de Bourbon-Vendôme
              - François de Bourbon-Vendôme
                - Charles IV de Bourbon
                  - Antoine de Bourbon
                    - Henri IV
                      - Louis XIII
                        - Louis XIV